# Pseudaplosonyx
Pseudaplosonyx is een geslacht van kevers uit de familie bladkevers (Chrysomelidae).
De wetenschappelijke naam van het geslacht werd in 1884 gepubliceerd door Duvivier.

## Soorten
- Pseudaplosonyx coeruleipennis (Duvivier, 1884)